# Rejon peczerski
Rejon peczerski (ukr. Печерський район) – jeden z prawobrzeżnych rejonów Kijowa, znajduje się w centralnej części miasta. Ma powierzchnię około 19,5 km², i liczyła 151 977 mieszkańców w 2015.

## Historia i charakterystyka
Jest to najstarsza część miasta. Obejmuje między innymi Askoldową Mogiłę, miejsce pochówku księcia Askolda. Po przyjęciu przez księcia Włodzimierza chrztu właśnie tu powstały pierwsze świątynie chrześcijańskie. Domniemane miejsce przyjęcia chrztu przez mieszkańców Kijowa upamiętnione zostało wysokim pomnikiem księcia Włodzimierza w parku Wołodymyrśka hirka. W 1051 inicjatorzy ruchu monastycznego na Rusi – mnisi Antoni i Teodozjusz założyli tu monaster, który stał się później znany jako Ławra Peczerska, która dała również rejonowi jego nazwę.
Pierwsze murowane budynki wzniesiono w XI wieku w obrębie klasztoru peczerskiego. Z czasem Peczersk stał się celem licznych pielgrzymek, a jego znaczenie wzrosło także dzięki rozwojowi oświaty i rzemiosła klasztornego, w tym szkoły, drukarni oraz warsztatu ikonopisarskiego.
W końcu XVII wieku Peczersk przekształcił się w wojskowo-administracyjne centrum Kijowa. Rozpoczęto budowę fortyfikacji, w tym twierdzy ziemnej za hetmana Iwana Samojłowycza oraz późniejszych murowanych umocnień wokół ławry wzniesionych przez Iwana Mazepę. W XVIII wieku powstały liczne obiekty o znaczeniu państwowym i militarnym, m.in. Pałac Maryjski, Pałac Klowski, Arsenał oraz zabudowa twierdzy peczerskiej. Cegła użyta do budowy pochodziła z lokalnych cegielni, które stały się pierwszymi zakładami przemysłowymi w regionie.
W XIX wieku, wraz z rozwojem kapitalizmu, Kijów intensywnie się rozbudowywał. Powstała ulica Chreszczatyk, a zabudowa Starego Miasta połączyła się z Peczerskiem. Wykształciły się odrębne strefy urbanistyczne, m.in. reprezentacyjna ulica Chreszczatyk, rezydencjalne Łypki, wojskowo-klasztorny Peczersk oraz przemysłowo-mieszczański Zwiryneć i Saperska Słobidka.
W okresie I wojny światowej Peczersk uległ militaryzacji: rozbudowano arsenał, wzniesiono szkoły wojskowe oraz doprowadzono infrastrukturę kolejową do obiektów wojskowych. W latach walk o niepodległość Ukrainy (1917–1920) rejon stał się miejscem intensywnych starć zbrojnych, a rezydencje w Łypkach były siedzibami władz różnych stron konfliktu.
Nowy etap rozwoju rozpoczął się po 1934, kiedy to Kijów ponownie został stolicą Ukrainy. W rejonie Łypek ulokowano instytucje rządowe. W tym samym czasie zniszczono wiele zabytków architektury sakralnej, w tym Askoldową Mogiłę. W okresie tym powstały m.in. budynek Rady Najwyższej, gmach NKWD (obecnie siedziba Rady Ministrów), stadion „Dynamo” (w obrębie Parku Maryjskiego) oraz zabudowa mieszkaniowa i obiekty użyteczności publicznej.
Podczas II wojny światowej rejon peczerski poniósł znaczne straty. W okresie powojennym rozpoczęto intensywną zabudowę: początkowo willową, a następnie blokową – szczególnie w południowej części rejonu. W latach 60. XX wieku powstał bulwar Łesi Ukrainki z przyległymi ulicami. 9 maja 1981 otwarto Ukraińskie Państwowe Muzeum Historii Wielkiej Wojny Ojczyźnianej 1941–1945 z monumentalnym pomnikiem Matki Ojczyzny. Na brzegu Dniepru ustawiono pomnik upamiętniający założenie Kijowa, a w 2008 – w 75. rocznicę Wielkiego Głodu – otwarto Narodowy Memoriał Ofiar Wielkiego Głodu.
W rejonie peczerskim znajduje się w większość centralnych urzędów i instytucji Ukrainy, między innymi Administracja Prezydenta Ukrainy (ul. Bankowa), Rada Najwyższa Ukrainy (ul. Hruszewskiego), Narodowy Bank Ukrainy (ul. Instytucka), szereg ministerstw, Centralna Komisja Wyborcza Ukrainy (ul. Łesi Ukrainki), Sąd Najwyższy Ukrainy (ul. Pyłypa Orłyka). Skoncentrowano tutaj również wiele ambasad i konsulatów.
Wśród innych charakterystycznych obiektów można wymienić m.in.: Budynek Narodowego Banku Ukrainy, Monaster Wydubicki czy Dom pod Chimerami. W tym także muzea, jak Narodowe Muzeum Sztuki Ukrainy czy Narodowy Kompleks Muzealny Sztuki i Kultury „Mystećkyj Arsenał”.